# 最低危害值
最低危害值(Minimal Risk Level,MRL)又可稱為每日安全劑量、最小風險水平（MRL值）或最大殘留限量。

## 定義
根據有毒物質和疾病登記機構所定的意思，簡單的說就是指一個人每天暴露在有害物質或低於該物質的環境下身體健康所能接受的有害範圍。MRLs是一個路由計算在指定時間內暴露、接觸（吸入或口服）所發生急性，中級，或慢性的中毒現象。不過有毒物質和疾病登記機構指出最大殘留限量(最低危害值)不應當被用來作為預測有害物質對健康的影響。

## 敘述
有毒物質和疾病登記機構是一個聯邦公共衛生機構，在美國，總部設在亞特蘭大、佐治亞州和10個區域辦事處。有毒物質和疾病登記機構他們的使命是為公眾所使用最好的科學，防止有害的風險和疾病相關的有毒物質，以回應市民的健康行動，並且提供可靠的健康信息。有毒物質和疾病登記機構沒有一個監管機構，不同的是美國環境保護署（EPA），這是聯邦機構，負責開發和執行環境法，以保護環境和人類健康。
有毒物質和疾病登記機構與美國環境保護局（EPA）共同發展，有害物質最常見的設施對環境法的國家優先項目清單（NPL），準備為每一種物質的毒性概況列入有害物質的優先名單，並確定人類在有害物質的環境暴露水平（SHELs），相關的急性，亞急性，慢性的健康影響。
最大殘留限量是一個估計的每日人體暴露於危險物質，可能是在指定的時間接觸內沒有明顯的不良非癌症的風險對健康的影響。這些物質的具體估計，這是打算作為篩選水平，所使用的評估員和其他健康有毒物質和疾病登記反應，以確定污染物和潛在的健康效應，可能是在危險廢物的關注點。 重要的是要注意，MRLs是不是為了確定清理或採取行動的水平或其他有毒物質和疾病登記機構。
MRLs是基於非癌性健康的影響而已，並非基於一個考慮癌症的效果。在毒理學簡介包括檢查，總結和解釋現有的毒理學資料和流行病學評估的有害物質。在發展過程中的毒性概況，推導出的MRLs時確定登有可靠和足夠的數據以確定存在靶器官（S）的影響或最敏感的保健效果（s）為一個特定的期限為一個給定的路線暴露在物質。吸入MRLs是暴露濃度表示單位的百萬分之一（ppm）的氣體和揮發性物質，或毫克每立方米（毫克/立方米3）的粒子。口腔MRLs是對人類的劑量為每天在單位毫克，每天每公斤（毫克/公斤/日）。輻射 MRLs是對外部風險的單位毫希。
使用沒有觀察到的不良影響程度/不確定因素（無毒性反應劑量 /超濾）方法，以不危害人類身體健康為前提應用到 最低觀察到，不良效應級（有害作用劑量）或 無觀察到，不良效應級（無毒性反應劑量）而得出一個最低的風險水平（MRL值）也就是最低危害值。
推導出最大殘留限量的有害物質。根據目前的資料，設置以下水平，可能會對健康造成不良影響的人們最敏感的該物質的誘導作用。推導出的MRLs為急性（1-14天），中級（> 14-364天）和慢性（365天以上）暴露持續時間，以及口頭和吸入途徑暴露。目前最大殘留限量為皮膚暴露途徑並非衍生，因為有毒物質和疾病登記機構尚未找到一種方法適用於這條路線的風險。MRLs是一般根據最敏感的物質引起的終點被認為是對人類的相關性。不使用有毒物質和疾病登記機構嚴重的健康影響（如無法彌補的損害肝臟或腎臟，或出生缺陷）為基礎建立的MRLs。暴露到一定程度以上的MRL值並不意味著會出現不良健康影響。
MRLs是作為一個篩選工具，以查明這些有害廢物場址預計不會對健康產生不良影響。大多數的MRLs含有一定程度的不確定性，因為缺乏準確的信息，對市民的毒理學誰可能是最敏感的（例如，嬰幼兒，老人，免疫和營養或損害）的影響有害物質。

## 案例
在我們的生活環境中存在各種有害物質和人體必須的元素。
例如：
汞
汞並不是人體需要的金屬元素，而人體中的汞來源多以飲食為主，經常食用迴游性魚類的人，體內的汞含量較偏高。某些美白保養品、珍珠膏、粉底霜也含有甘汞（氯化亞汞）。根據資料表示汞的安全劑量為60μg/ml，如果長期低量暴露會漸漸引起智力減退、顫抖（初期在手，接著眼皮、嘴唇、舌頭）、神經衰弱（疲倦、不安、記憶力減退、憂鬱、多夢怪夢等）、牙齦炎。最著名的例子是日本水俁灣的汞中毒案例，當時因為工廠排放汞到海灣內長達數十年，導致當地許多婦女生下畸形胎兒。
鋅
微量礦物質。是身體組織及體液的重要元素。供給人體內合成蛋白質及組織修補的重要元素。一般認為每日最多增補50毫克是屬於安全的範圍。如果每日所服用的鋅劑量達到200毫克時，可能產生噁心、嘔吐、發燒以及嚴重貧血的症狀等等。飲食建議攝取(recommended dietaryallowance ,RDA) 男性(15 mg/day); 女性(12 mg/day);孩童(10 mg/day); 嬰兒(5 mg/day).
銅
銅與人體內生理有關，成人缺乏銅可能會有貧血症狀產生、罹患骨骼疾病及心臟病的機率增加；嬰兒則會有毛髮質地異常、靜脈舒張等等問題。最著名為綠牡蠣事件是銅所污染，在當地造成嚴重恐慌。目前衛生署並未提供每日需要量數據，但以安全劑量估算，建議：嬰兒每公斤體重攝取0.05mg，兒童1~3mg，成人每天攝取2~3mg。